# Begonia komoensis
Espèce
Begonia komoensis est une espèce de plantes de la famille des Begoniaceae.
L'espèce fait partie de la section Tetraphila.
Elle a été décrite en 1921 par Edgar Irmscher (1887-1968).

## Répartition géographique
Cette espèce est originaire des pays suivants : Guinée Équatoriale ; Gabon.